# سنگ کر (دلفان)
سَنگ‌کَر، روستایی از توابع بخش مرکزی شهرستان دلفان در استان لرستان، واقع در غرب ایران می‌باشد. روستا دارای باغات فراوان و سرسبز است که نشان‌دهنده توجه اهالی به طبیعت است. فاصله سنگ‌کر تا شهر نورآباد به عنوان مرکز شهرستان، حدود ۱۵ کیلومتر است. پیشهٔ بیشتر اهالی کشاورزی، باغ‌داری و دامپروری می‌باشد. دلیل نام‌گذاری این روستا مبهم بوده و حکایت‌هایی وجود دارد که غالباً به تخته سنگ بزرگی که غاری در آن شکل گرفته و در حاشیهٔ شرقی روستا قرار دارد مرتبط می‌شود. سنگ‌کر در حاشیهٔ جاده شکل گرفته، بنابراین به دو بخش جداگانه بالایی (علیا) و پایینی (سفلی) تبدیل شده است.

## جغرافیا
سنگ‌کر در مسیر رودخانه بادآور، به سمت غرب شهرستان با فاصلهٔ حدودی ۱۵ کیلومتر از شهر نورآباد واقع شده است. رود بادآور از سمت شمالی روستا عبور کرده و به رود گیزه رود می‌پیوندد. این روستا پایکوهی بوده و در نیمه شمالی کوه گل‌اندام (به لکی: گولهَ ناوو) واقع شده و اغلب زمین‌های حد فاصل کوه تا روستا سنگلاخی بوده و به صورت محدود زیر کشت دیم می‌باشد.  

### تخته سنگ بزرگ و غار درون آن:
این مکان که (به لکی: وَر سنْگْ) با صخره‌های بلند در میانه زمین‌های پایین دست کشاورزی واقع شده، از زمان قبل از انقلاب اکتشافاتی توسط خانم و آقای فرانسوی انجام گرفت که به گفته محلی‌ها منجر به یافتن استخوانهای خیلی بزرگ شده و با  ناتمام ماندن این مطالعات این مکان در حاله‌ای از ابهام قرار گرفته، ولی به مرور زمان توسط افراد مختلفی به منظور کشف اشیای قیمتی و باستانی باعث  تخریب دهانه غار و حفر  چاله‌های بزرگی اطراف آن گردیده است.

## پیشینه
بنا به گفته اهالی، زمین‌های روستا توسط گذشتگان در سال‌های دور پیش از انقلاب ۱۳۵۷ خریداری شده، که پیش از آن نیز به صورت عشایری زندگی می‌کردند و ییلاق آن‌ها در آن‌سوی رود بوده و قشلاق آن‌ها به منطقه وره زرد و تنگهٔ شیرز و رود سیمره در کوهدشت لرستان مرتبط بوده است.

### جنگ ایران و عراق
تعداد شهدای جنگ ۸ ساله در سنگ‌کر ۲ شهید و افراد زیادی نیز جانباز بوده‌اند.

## ساختار سیاسی
نخستین دورهٔ شورای اسلامی روستای سنگ‌کر در سال ۱۴۰۰ تشکیل شد که از هر دو بخش روستا هر کدام ۲ عضو در مجموع ۴ عضو داشت. روستای سنگ‌کر تا سال ۱۴۰۴ فاقد دهیاری بوده است.

## اقتصاد و تأسیسات زیربنایی
اقتصاد روستای سنگ‌کر بیشتر بر پایهٔ کشاورزی و دامپروری و باغداری است. در بخش کشاورزی، بیشتر سطح زیر کشت روستا مربوط به زراعت گندم، جو، کنجد، نخود، عدس، یونجه، گشنیز و بعضا چقندر قند، ذرت و کلزا بوده است. که در سال‌های اخیر با تغییرات اقلیمی و بافت سنتی کشاورزی با مشکلات فراوانی همراه بوده است که باعث تغییر کاربری هرکدام از اراضی شده است.
تاسیسات زیربنایی روستا شامل، منبع آب و لوله کشی، گاز کشی و برق‌کشی می‌باشد. 
منابع آبیاری کشت آبی روستا از سراب وناب و آبیاری بخش علوفه‌ای از رود بادآور می‌باشد، تا سال ۱۴۰۴ مقدار یک‌سوم مسیر آب سراب وناب توسط جهاد کشاورزی شهرستان، کانال کشی سیمانی شده است.
تا سال ۱۴۰۴، مسیر اصلی روستا دارای جاده آسفالته بوده و مسیر فرعی روستای سنگ‌کر سفلی جاده خاکی می‌باشد.

## آموزش و فرهنگ
روستا فقط دارای دبستان است و دانش‌آموزان برای گرفتن مدرک سیکل دوره راهنمایی به روستاهای همجوار میروند ، ولی برای ادامهٔ تحصیل در دورهٔ دبیرستان مجبور به تحصیل در شهر میشوند که افراد تحصیلکرده زیادی را در خود جای داده است.
در  بخش مذهبی نیز سنگ‌کر دارای یک مسجد است.

## جمعیت‌شناسی
این روستا در دهستان نورآباد قرار دارد و براساس سرشماری مرکز آمار ایران در سال ۱۳۸۵، جمعیت آن ۹۹ نفر (۲۱خانوار) بوده است، که جمعیت کم آن به دلیل مهاجرت به شهر نورآباد و شهرهای بزرگ‌تر جهت امکانات بیشتر بوده است.

## نگارخانه

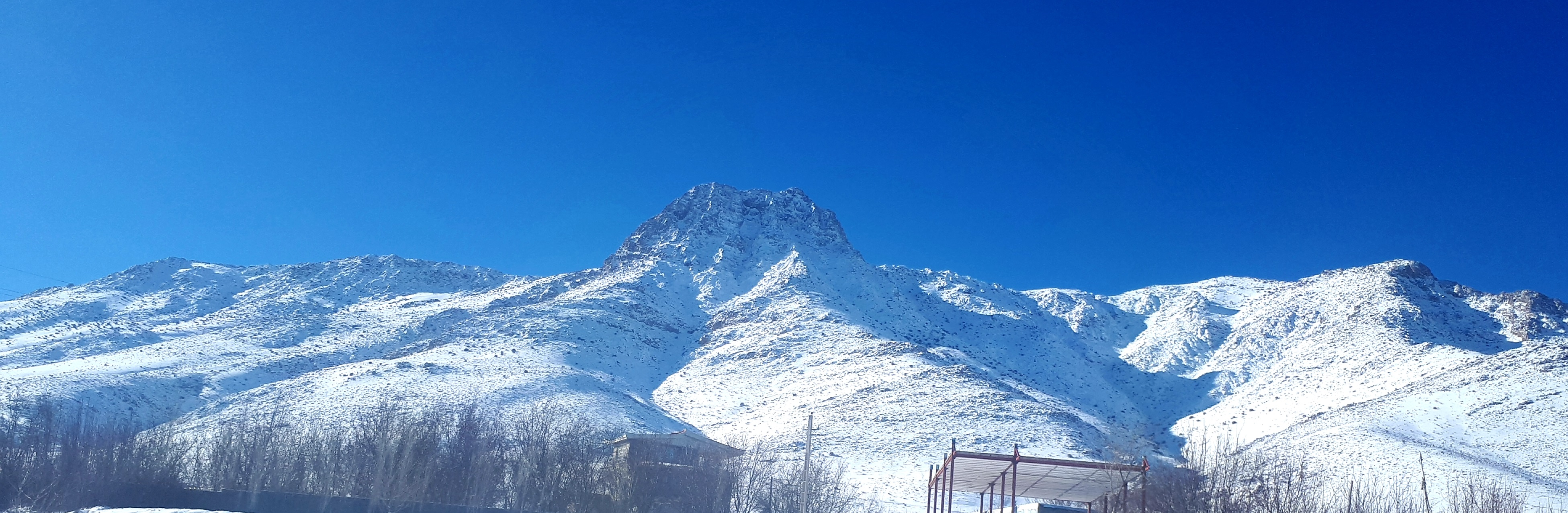
کوه برفی گل اندام
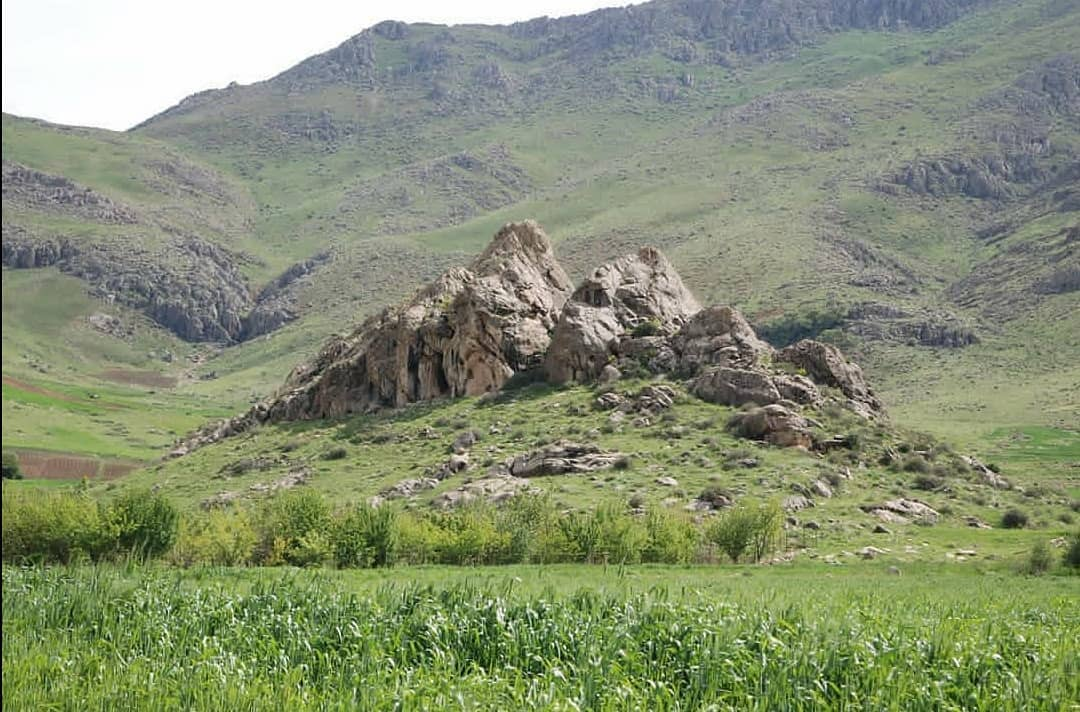
ورسنگ
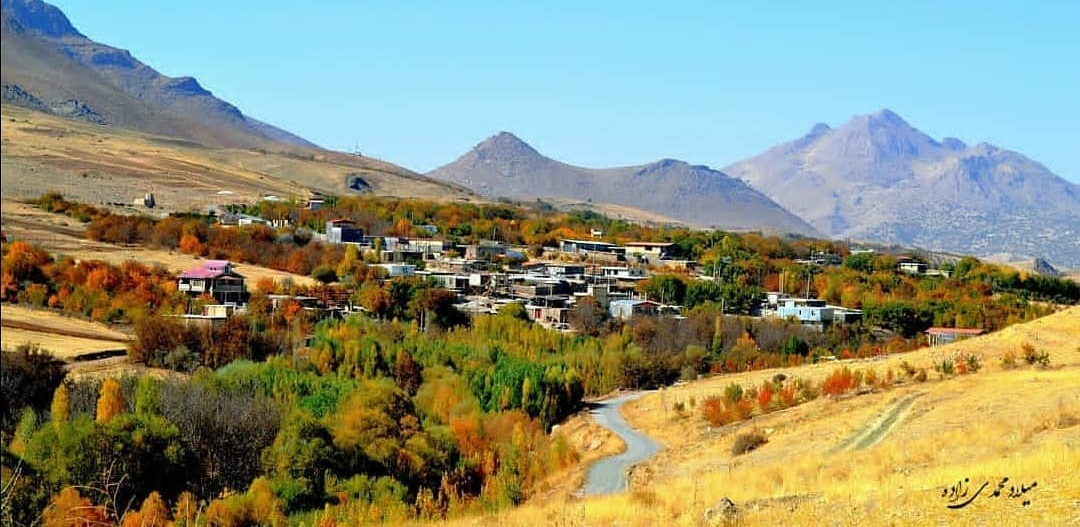
ورودی روستای سنگ کر ، فصل پاییز
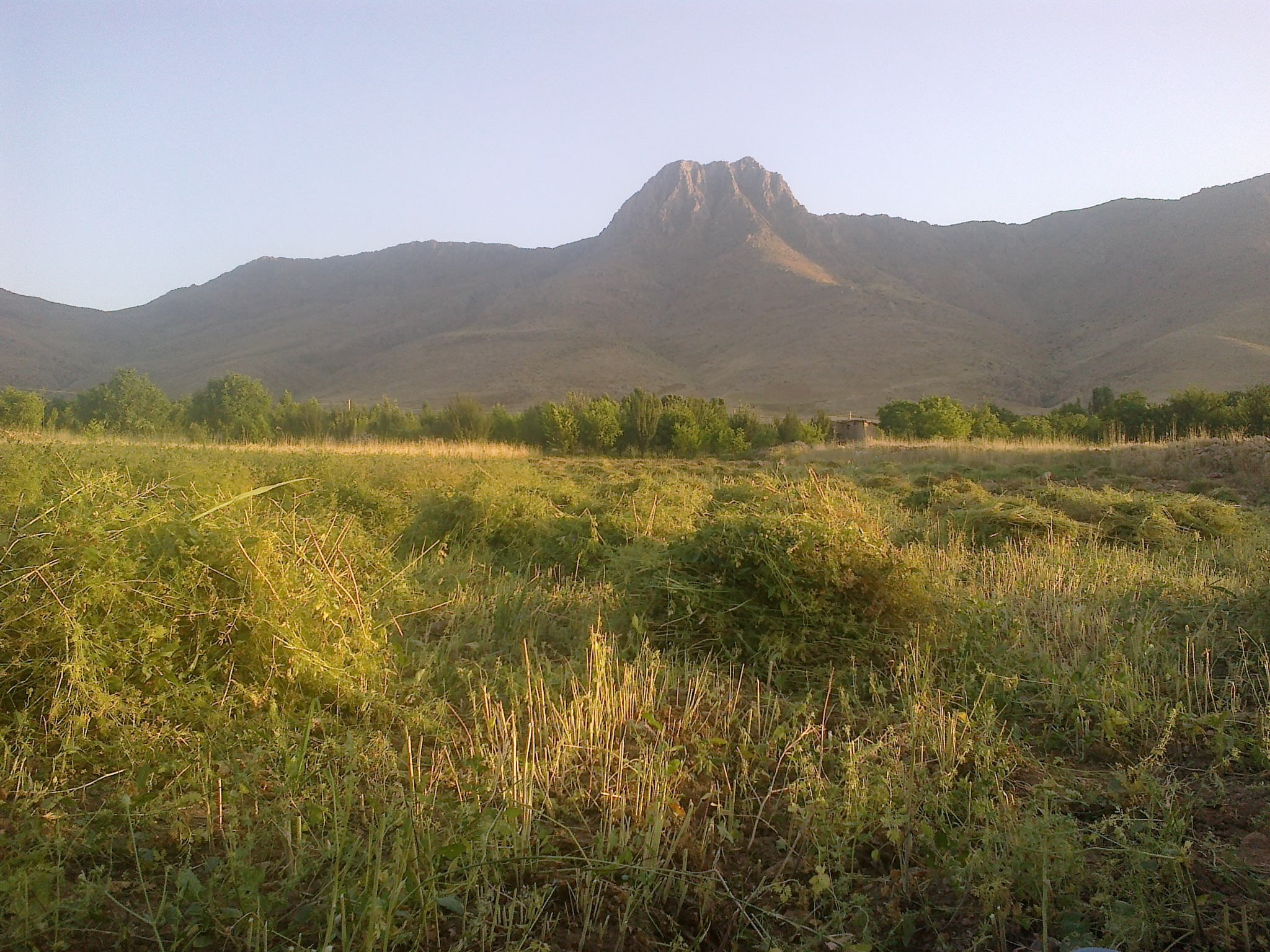
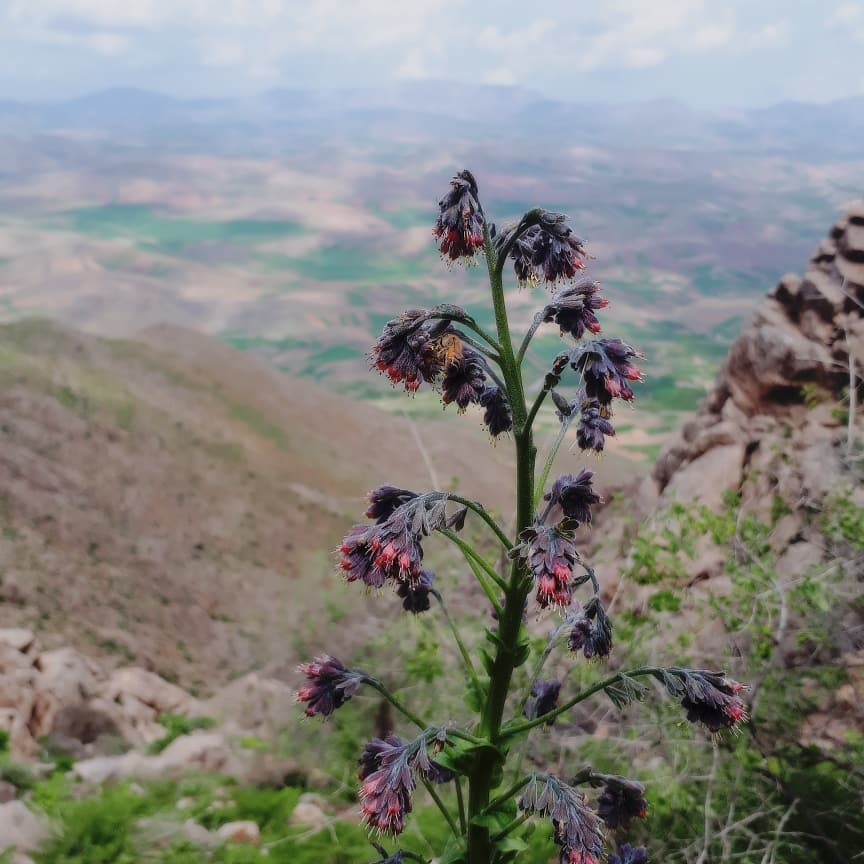
یک نوع گیاه کوهی
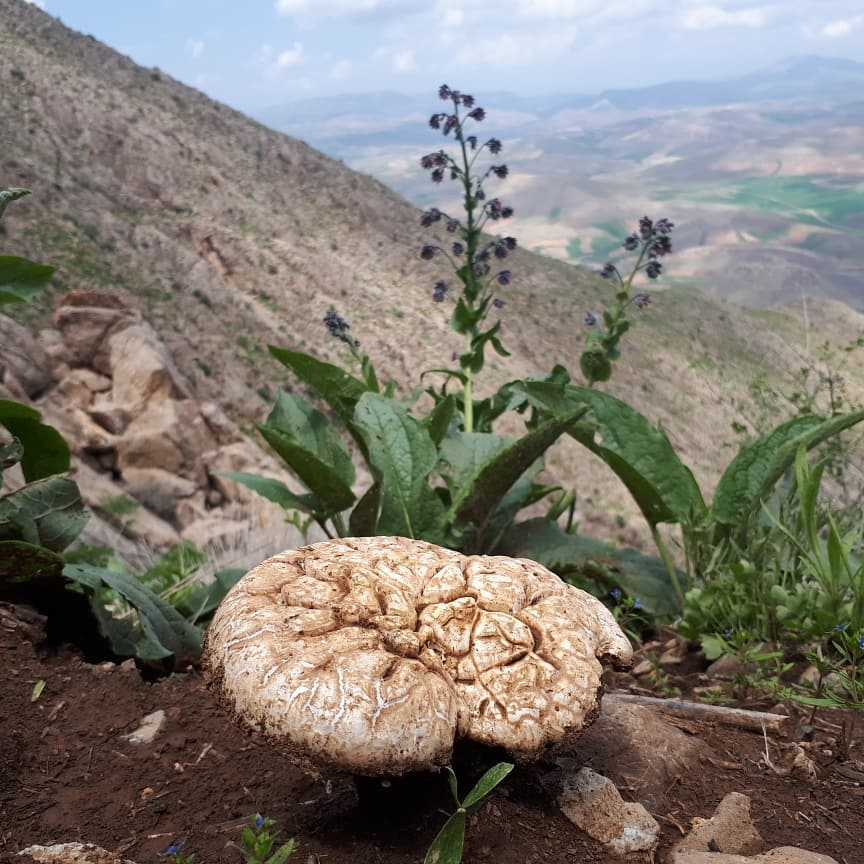
قارچ کوهی
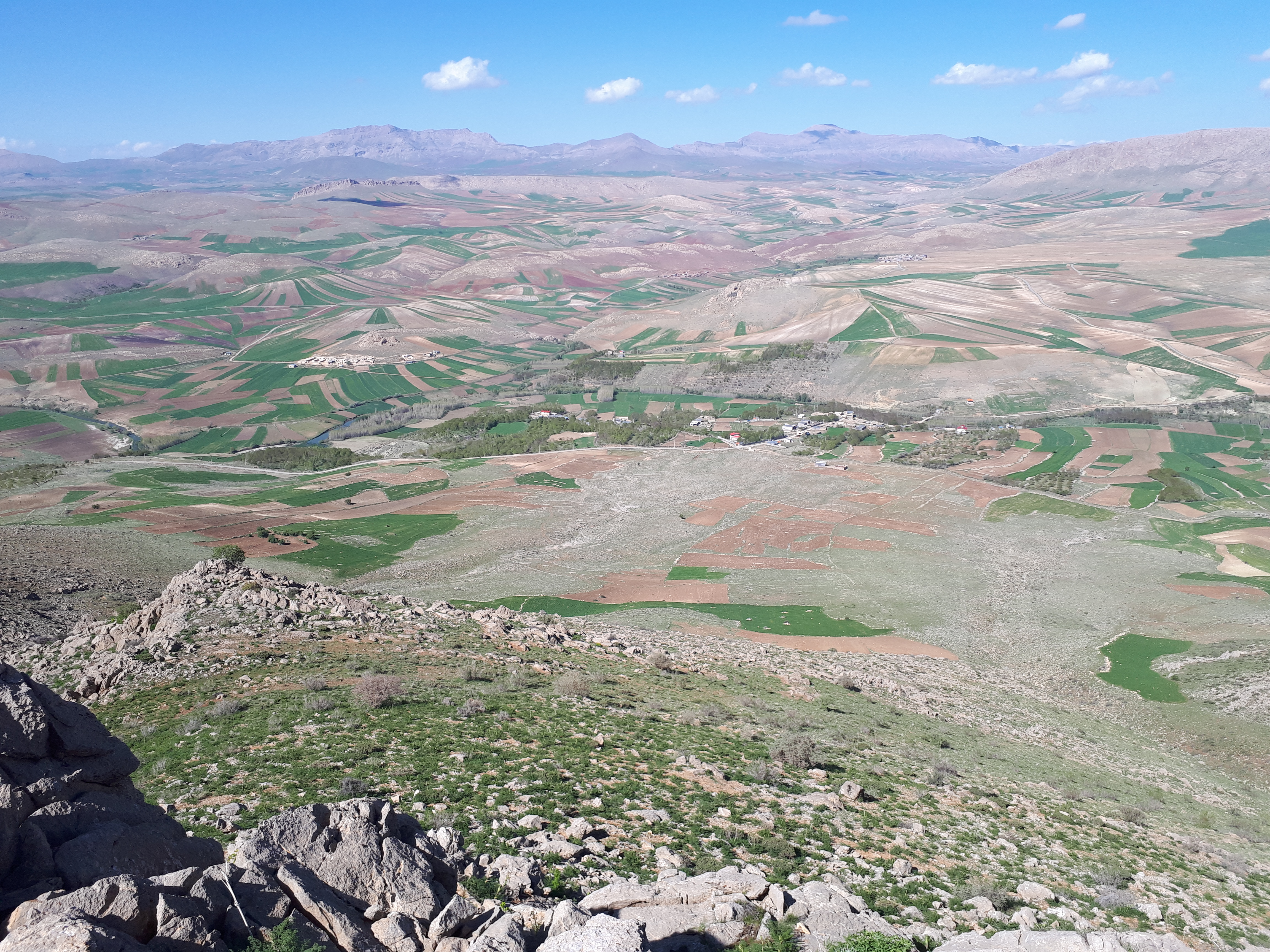
موقعیت روستای سنگ کر از ارتفاع میانه کوه گل اندام (گووڵەَ ناوو)روستا
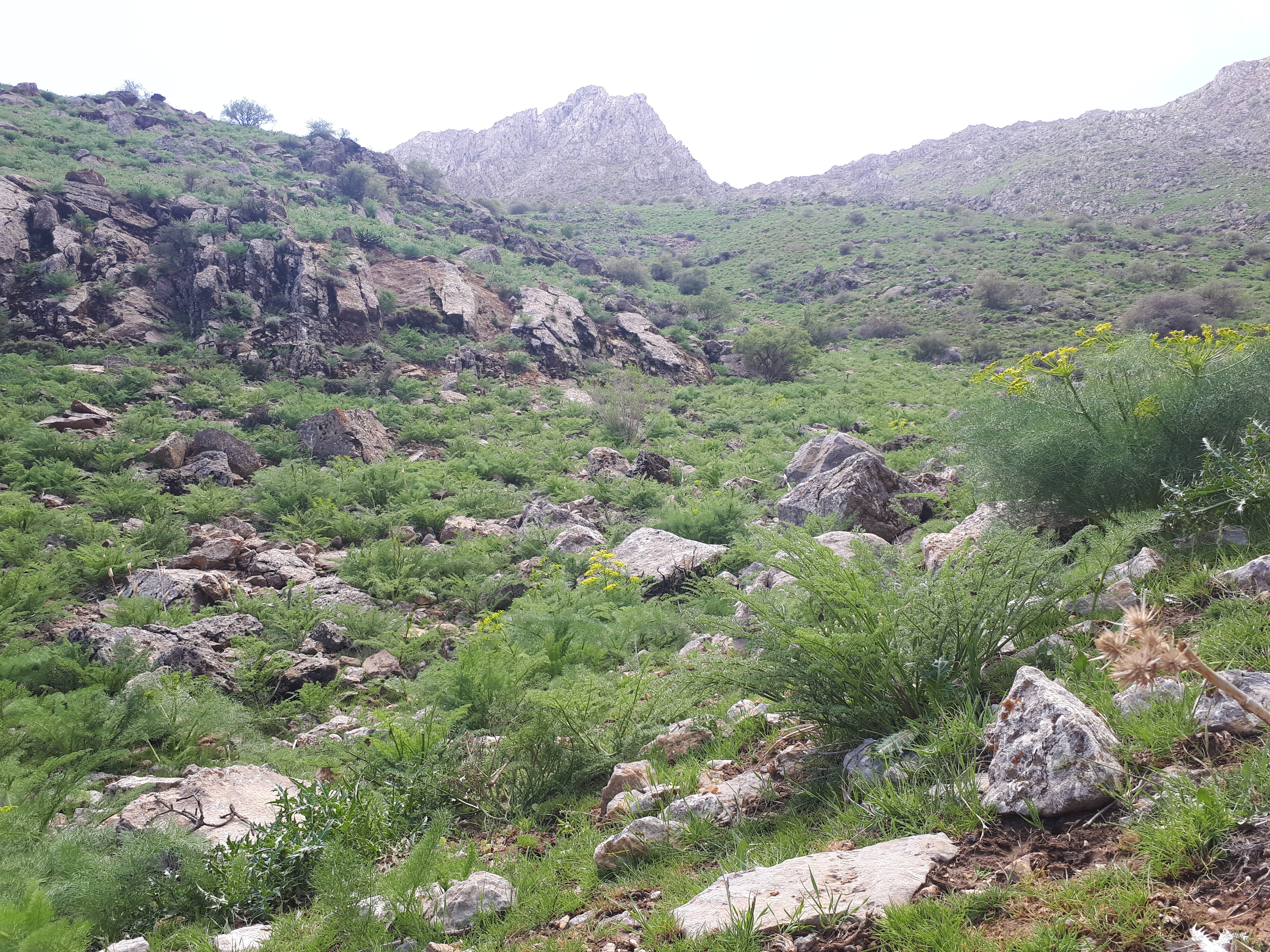
پوشش گیاهی کوه گل عناب (گوڵە ناوو) در زمان خشکسالی فروردین ماه سال ۹۷